# Mont-Sainte-Aldegonde
Mont-Sainte-Aldegonde is een dorp in de Belgische provincie Henegouwen, en een deelgemeente van de Waalse gemeente Morlanwelz.
Mont-Sainte-Aldegonde was een zelfstandige gemeente, tot die bij de gemeentelijke herindeling van 1977 toegevoegd werd aan de gemeente Morlanwelz.

## Etymologie
De plaats dankt haar naam aan het feit dat zij op een heuvel gelegen is en aan Aldegonda van Maubeuge, een 7e-eeuwse heilige.

## Geschiedenis
In middeleeuwse akten verschijnt de plaats onder de naam Mont; zo wordt Anselmus van Mont geciteerd in 1212 en 1218.  In 1513 werd de kleine heerlijkheid gekocht door Hendrik van Haméricourt en via diens dochter Maria ging het bezit over naar Jacob van Marnix, een edelman uit Toulouse in het Franche-Comté.  In 1558 kwam het in bezit van hun zoon, Filips van Marnix van Sint-Aldegonde, later onder andere bekend als burgemeester van Antwerpen.

## Bezienswaardigheden
- De Sint-Aldegondiskerk (Église Sainte-Aldegonde) is een classicistisch kerkgebouw van 1779.

## Natuur en landschap
Mont-Sainte-Aldegonde ligt in het Henegouwse Centrum, een mijngebied. De omgeving is verstedelijkt. De Ruisseau de la Fontaine stroomt noordwaarts. De hoogte aan de kerk bedraagt 154 meter.

## Economie
Er bestond een steenkoolmijn in de buurtschap Cronfestu. Een mijnterril is daar nog zichtbaar.

## Demografische ontwikkeling
- Bronnen:NIS, Opm:1831 tot en met 1970=volkstellingen, 1976= inwoneraantal op 31 december

## Nabijgelegen kernen
Carnières, Morlanwelz-Mariemont, Leval-Trahegnies, Anderlues